# Picture Transfer Protocol over IP
Das Picture Transfer Protocol over IP (PTP/IP) ist ein Protokoll zur Bildübertragung, das von FotoNation Inc. entwickelt und von Nikon im September 2004 vorgestellt wurde.
Die Funktionsweise von PTP/IP ähnelt der von PTP (Picture Transfer Protocol, ISO-15740 PTP), das Betriebssystem erkennt also ein angeschlossenes Imaging-Gerät und bietet dazu passende Übertragungsfunktionen an.
Eine Anwendungsmöglichkeit ist die Übertragung von Bilddateien über ein Wireless LAN; das hauseigene Produkt  Wireless Transmitter WT-1 unterstützt beispielsweise nur den Dateitransfer über FTP bzw. IEEE 802.11b.